# 田中虔一
田中 虔一（たなか けんいち、1937年 - 2018年3月18日）は、日本の化学者。専門は、触媒化学。

## 略歴
長野県塩尻市出身。長野県諏訪清陵高等学校を経て、1961年横浜国立大学工学部応用化学学科卒業。1972年北海道大学工学部助教授。1979年北海道大学触媒研究所（現・北海道大学触媒科学研究所）助教授。1984年東京大学物性研究所助教授。1987年同研究所教授。退官後、同大学名誉教授。1999年埼玉工業大学先端科学研究所教授。

## 受賞歴
- 日本化学会学術賞 1985年
- 触媒学会学会賞 1994年度[1]
- 日本表面科学会（現・日本表面真空学会）学会賞 1997年

## 著書

### 共著
- 『触媒の科学』田丸謙二共著 産業図書 1988年